# Galeja
Galéja je ladja, ki so jo uporabljali stari Grki in stari Rimljani. Poganjali so jih na vesla, kasneje so jih opremili še z jambori in jadri. V tistem času so bila to najhitrejša plovila. Veliki oven (s kovino ojačana podvodna konica) na premcu je lahko prebil sovražnikovo ladjo med vojaškim spopadom, nekatere rimske galeje so bile opremljene tudi z metalci t. i. grškega ognja in kamnitih krogel. Galeje so imele do 150 vesel. Veslači so se imenovali galjoti. Eno veslo je lahko obračalo tudi do 5 galjotov. Z verigami so bili privezani na klopi in, če je kateri omagal, so ga vrgli v morje. Galjoti so bili vojni ujetniki ali zaporniški ujetniki. Bili so tudi prostovoljci, ki jih niso bičali. Njihovo moč so izkoristili tako, da so poganjali galeje. Galeje so bile vojne ali trgovske ladje. Uporabljali so jih do 18. stoletja. O galjotih govori tudi slovenska ljudska pesem Galjot.